# Josse De Baerdemaeker
Josse De Baerdemaeker (ur. 28 sierpnia 1946 w Merchtem) – belgijski profesor nauk rolniczych. Specjalizuje się w zagadnieniach z zakresu agronomii, agrofizyki, rolnictwa precyzyjnego, modelowania matematycznego oraz inżynierii rolniczej. Członek zagraniczny Polskiej Akademii Nauk od 2005 roku. 
Absolwent Wydziału Inżynierii Rolniczej Uniwersytetu Katolickiego w Leuven, później także wykładowca tej uczelni. Asystent naukowy Uniwersytetu Stanu Michigan, na którym uzyskał tytuł magistra oraz doktorat. W ramach pracy doktorskiej przeprowadził badania własności fizycznych owoców, które potem opisał w rozprawie na ten temat. Stażysta naukowy Uniwersytetu Cornella i Uniwersytetu Kalifornijskiego w Davis. Członek zespołu redakcyjnego Encyklopedii Agrofizyki, współzałożyciel Europejskiego Towarzystwa Inżynierii Rolniczej EurAgEng. 